# Ligue C de la Ligue des nations de la CONCACAF 2019-2020
Navigation
Ligue C 2022-2023
La Ligue C de la Ligue des nations 2019-2020 est la troisième division de la Ligue des nations 2019-2020, première édition d'une compétition impliquant les équipes nationales masculines des 41 associations membres de la CONCACAF.

## Format
La Ligue C se compose des associations classées de la vingt-troisième à la trente-quatrième place lors du tournoi de classement de la Ligue des nations de la CONCACAF 2019-2020, et du Guatemala, suspendu par la FIFA lors du tournoi de classement, intègre directement la Ligue C,. Ces treize équipes sont séparées en trois groupes de trois équipes, et d'un groupe de quatre équipes. Les vainqueurs de chaque groupe sont promus en Ligue B pour la saison 2021-2022,, et se qualifient également au premier tour des éliminatoires de la Gold Cup 2021.

### Tirage au sort
Les équipes de la Ligue C sont reparties en trois chapeaux, dont deux de quatre équipes, et d'un de cinq équipes, placées selon leur coefficient. Le tirage au sort de la phase de ligue a lieu au Cosmopolitan de Las Vegas au Nevada, le 27 mars 2019,. 
| Équipe     | Coeff | Classement |
| ---------- | ----- | ---------- |
| Guatemala  | 1,419 | 8          |
| Guadeloupe | 1,054 | 17         |
| Bonaire    | 766   | 27         |
| Barbade    | 707   | 29         |

| Équipe                  | Coeff | Classement |
| ----------------------- | ----- | ---------- |
| Porto Rico              | 665   | 30         |
| Bahamas                 | 582   | 33         |
| Îles Caïmans            | 532   | 34         |
| Îles Turques-et-Caïques | 453   | 36         |

| Équipe                      | Coeff | Classement |
| --------------------------- | ----- | ---------- |
| Îles Vierges des États-Unis | 392   | 37         |
| Saint-Martin                | 338   | 38         |
| Sint Maarten                | 328   | 39         |
| Îles Vierges britanniques   | 257   | 40         |
| Anguilla                    | 250   | 41         |

## Groupes
Légende des classements
- Promotion en Ligue B et qualification pour les éliminatoires de la Gold Cup 2021

### Groupe A
| Rang | Équipe                      | Pts | J | G | N | P | Bp | Bc | Diff |  | Résultats (▼ dom., ► ext.)  |     |     |     |     |
| ---- | --------------------------- | --- | - | - | - | - | -- | -- | ---- |  | --------------------------- | --- | --- | --- | --- |
| 1    | Barbade                     | 12  | 6 | 4 | 0 | 2 | 14 | 4  | +10  |  | Barbade                     |     | 3-0 | 4-0 | 1-0 |
| 2    | Îles Caïmans                | 12  | 6 | 4 | 0 | 2 | 7  | 8  | -1   |  | Îles Caïmans                | 3-2 |     | 1-0 | 1-0 |
| 3    | Saint-Martin                | 9   | 6 | 3 | 0 | 3 | 7  | 8  | -1   |  | Saint-Martin                | 1-0 | 3-0 |     | 1-2 |
| 4    | Îles Vierges des États-Unis | 3   | 6 | 1 | 0 | 5 | 3  | 11 | -8   |  | Îles Vierges des États-Unis | 0-4 | 0-2 | 1-2 |     |

| 1re journée            | Îles Vierges des États-Unis | 0 - 2   | Îles Caïmans     | Bethlehem Stadium, Christiansted |                             |
| 5 septembre 2019 15:00 |                             | (0 - 0) | 60e 90+5e Martin | Arbitrage : Tristley Bassue      | Arbitrage : Tristley Bassue |
| 5 septembre 2019 15:00 | Rapport                     |         |                  | Arbitrage : Tristley Bassue      | Arbitrage : Tristley Bassue |

| 5 septembre 2019 | Barbade                                  | 4 - 0   | Saint-Martin | Wildey Turf, Bridgetown         |                                 |
| 18:00            | Leacock 4e · Blackman 15e 49e · Gale 64e | (2 - 0) |              | Arbitrage : Patrick Senecharles | Arbitrage : Patrick Senecharles |
| 18:00            | Rapport                                  |         |              | Arbitrage : Patrick Senecharles | Arbitrage : Patrick Senecharles |

| 2e journée             | Saint-Martin | 1 - 2   | Îles Vierges des États-Unis | Raymond E. Guishard Technical Centre, The Valley |                              |
| 8 septembre 2019 15:00 | Dalmat 78e   | (0 - 2) | 3e Dennis · 6e Joseph       | Arbitrage : Okeito Nicholson                     | Arbitrage : Okeito Nicholson |
| 8 septembre 2019 15:00 | Rapport      |         |                             | Arbitrage : Okeito Nicholson                     | Arbitrage : Okeito Nicholson |

| 8 septembre 2019 | Îles Caïmans                            | 3 - 2   | Barbade              | Truman Bodden Stadium, George Town |                            |
| 19:30            | Martin 5e · Ebanks 70e · Bellafonte 75e | (1 - 1) | 14e Hill · 74e Jules | Arbitrage : Luis Santander         | Arbitrage : Luis Santander |
| 19:30            | Rapport                                 |         |                      | Arbitrage : Luis Santander         | Arbitrage : Luis Santander |

| 3e journée            | Saint-Martin        | 3 - 0   | Îles Caïmans | Raymond E. Guishard Technical Centre, The Valley |                           |
| 12 octobre 2019 15:00 | Bellechasse 64e 71e | (0 - 0) |              | Arbitrage : Oshane Nation                        | Arbitrage : Oshane Nation |
| 12 octobre 2019 15:00 | Rapport             |         |              | Arbitrage : Oshane Nation                        | Arbitrage : Oshane Nation |

| 12 octobre 2019 | Barbade      | 1 - 0   | Îles Vierges des États-Unis | Wildey Turf, Bridgetown     |                             |
| 20:00           | Blackman 55e | (0 - 0) |                             | Arbitrage : Benjamín Pineda | Arbitrage : Benjamín Pineda |
| 20:00           | Rapport      |         |                             | Arbitrage : Benjamín Pineda | Arbitrage : Benjamín Pineda |

| 4e journée            | Îles Vierges des États-Unis | 0 - 4   | Barbade                                              | Bethlehem Stadium, Christiansted |                               |
| 15 octobre 2019 17:00 |                             | (0 - 1) | 17e Leacock · 77e Jules · 80e Lashley · 90e Phillips | Arbitrage : Randy Encarnación    | Arbitrage : Randy Encarnación |
| 15 octobre 2019 17:00 | Rapport                     |         |                                                      | Arbitrage : Randy Encarnación    | Arbitrage : Randy Encarnación |

| 15 octobre 2019 | Îles Caïmans | 1 - 0   | Saint-Martin | Truman Bodden Stadium, George Town |                                |
| 19:30           | Ebanks 75e   | (0 - 0) |              | Arbitrage : Fernando Hernández     | Arbitrage : Fernando Hernández |
| 19:30           | Rapport      |         |              | Arbitrage : Fernando Hernández     | Arbitrage : Fernando Hernández |

| 5e journée             | Saint-Martin  | 1 - 0   | Barbade | Raymond E. Guishard Technical Centre, The Valley |                         |
| 16 novembre 2019 15:00 | Chevalier 81e | (0 - 0) |         | Arbitrage : Bryan López                          | Arbitrage : Bryan López |
| 16 novembre 2019 15:00 | Rapport       |         |         | Arbitrage : Bryan López                          | Arbitrage : Bryan López |

| 16 novembre 2019 | Îles Caïmans | 1 - 0   | Îles Vierges des États-Unis | Truman Bodden Stadium, George Town |                         |
| 19:30            | Hyde 17e     | (1 - 0) |                             | Arbitrage : José Kellys            | Arbitrage : José Kellys |
| 19:30            | Rapport      |         |                             | Arbitrage : José Kellys            | Arbitrage : José Kellys |

| 6e journée             | Barbade                    | 3 - 0   | Îles Caïmans | Wildey Turf, Bridgetown  |                          |
| 19 novembre 2019 19:00 | Hope 32e 90e · Lashley 86e | (1 - 0) |              | Arbitrage : Kimbell Ward | Arbitrage : Kimbell Ward |
| 19 novembre 2019 19:00 | Rapport                    |         |              | Arbitrage : Kimbell Ward | Arbitrage : Kimbell Ward |

| 19 novembre 2019 | Îles Vierges des États-Unis | 1 - 2   | Saint-Martin                    | Bethlehem Stadium, Christiansted |                          |
| 19:00            | McGuiness 69e               | (0 - 1) | 39e Chevalier · 49e Bellechasse | Arbitrage : Moeth Gaymes         | Arbitrage : Moeth Gaymes |
| 19:00            | Rapport                     |         |                                 | Arbitrage : Moeth Gaymes         | Arbitrage : Moeth Gaymes |

### Groupe B
| Rang | Équipe                    | Pts | J | G | N | P | Bp | Bc | Diff |  | Résultats (▼ dom., ► ext.) |     | Drapeau de Bonaire |     |
| ---- | ------------------------- | --- | - | - | - | - | -- | -- | ---- |  | -------------------------- | --- | ------------------ | --- |
| 1    | Bahamas                   | 10  | 4 | 3 | 1 | 0 | 10 | 2  | +8   |  | Bahamas                    |     | 2-1                | 3-0 |
| 2    | Bonaire                   | 7   | 4 | 2 | 1 | 1 | 10 | 8  | +2   |  | Bonaire                    | 1-1 |                    | 4-2 |
| 3    | Îles Vierges britanniques | 0   | 4 | 0 | 0 | 4 | 5  | 15 | -10  |  | Îles Vierges britanniques  | 0-4 | 3-4                |     |

| 1re journée            | Bonaire                                      | 4 - 2   | Îles Vierges britanniques | Ergilio Hato Stadion, Willemstad |                          |
| 6 septembre 2019 15:00 | Martha 74e 83e · Seinpaal 78e · Trinidad 81e | (0 - 1) | 32e 90+2e Forbes          | Arbitrage : Moeth Gaymes         | Arbitrage : Moeth Gaymes |
| 6 septembre 2019 15:00 | Rapport                                      |         |                           | Arbitrage : Moeth Gaymes         | Arbitrage : Moeth Gaymes |

| 2e journée             | Bahamas               | 2 - 1   | Bonaire        | Thomas Robinson Stadium, Nassau |                              |
| 9 septembre 2019 18:00 | Hall 49e · Hepple 78e | (0 - 0) | 90+2e Seinpaal | Arbitrage : Ricangel de Leça    | Arbitrage : Ricangel de Leça |
| 9 septembre 2019 18:00 | Rapport               |         |                | Arbitrage : Ricangel de Leça    | Arbitrage : Ricangel de Leça |

| 3e journée            | Îles Vierges britanniques | 0 - 4   | Bahamas                                         | Warner Park, Basseterre        |                                |
| 10 octobre 2019 19:00 |                           | (0 - 1) | 37e (pen.) 49e St. Fleur · 55e Hall · 81e Carey | Arbitrage : Trevester Richards | Arbitrage : Trevester Richards |
| 10 octobre 2019 19:00 | Rapport                   |         |                                                 | Arbitrage : Trevester Richards | Arbitrage : Trevester Richards |

| 4e journée            | Îles Vierges britanniques               | 3 - 4   | Bonaire                                                           | Warner Park, Basseterre  |                          |
| 13 octobre 2019 15:00 | Rowe 45+3e · Forbes 65e · Wiltshire 84e | (1 - 1) | 25e (pen.) Cicilia · 88e Janga · 90+3e (csc) Medway · 90+5e Koffy | Arbitrage : Moeth Gaymes | Arbitrage : Moeth Gaymes |
| 13 octobre 2019 15:00 | Rapport                                 |         |                                                                   | Arbitrage : Moeth Gaymes | Arbitrage : Moeth Gaymes |

| 5e journée             | Bahamas                               | 3 - 0   | Îles Vierges britanniques | Thomas Robinson Stadium, Nassau |                             |
| 14 novembre 2019 19:00 | Joseph 9e · St. Fleur 11e · Carey 36e | (3 - 0) |                           | Arbitrage : Tristley Bassue     | Arbitrage : Tristley Bassue |
| 14 novembre 2019 19:00 | Rapport                               |         |                           | Arbitrage : Tristley Bassue     | Arbitrage : Tristley Bassue |

| 6e journée             | Bonaire  | 1 - 1   | Bahamas     | Ergilio Hato Stadion, Willemstad |                          |
| 17 novembre 2019 15:00 | Piar 44e | (1 - 1) | 36e Delancy | Arbitrage : Walter López         | Arbitrage : Walter López |
| 17 novembre 2019 15:00 | Rapport  |         |             | Arbitrage : Walter López         | Arbitrage : Walter López |

### Groupe C
| Rang | Équipe     | Pts | J | G | N | P | Bp | Bc | Diff |  | Résultats (▼ dom., ► ext.) |     |     |      |
| ---- | ---------- | --- | - | - | - | - | -- | -- | ---- |  | -------------------------- | --- | --- | ---- |
| 1    | Guatemala  | 12  | 4 | 4 | 0 | 0 | 25 | 0  | +25  |  | Guatemala                  |     | 5-0 | 10-0 |
| 2    | Porto Rico | 6   | 4 | 2 | 0 | 2 | 6  | 12 | -6   |  | Porto Rico                 | 0-5 |     | 3-0  |
| 3    | Anguilla   | 0   | 4 | 0 | 0 | 4 | 2  | 21 | -19  |  | Anguilla                   | 0-5 | 2-3 |      |

| 1re journée            | Guatemala | 10 - 0  | Anguilla | Estadio Doroteo Guamuch Flores, Guatemala |                               |
| 5 septembre 2019 22:00 | Vargas 13e · J. Martínez 18e · Ceballos 37e 82e · Galindo 44e · Guerra 60e 72e 77e 86e · Márquez 90+1e (pen.) | (4 - 0) |          | Arbitrage : Randy Encarnacion             | Arbitrage : Randy Encarnacion |
| 5 septembre 2019 22:00 | Rapport |         |          | Arbitrage : Randy Encarnacion             | Arbitrage : Randy Encarnacion |

| 2e journée              | Porto Rico | 0 - 5   | Guatemala                                                                               | Estadio Centroamericano, Mayagüez |                            |
| 10 septembre 2019 21:00 |            | (0 - 1) | 30e (pen.) Ceballos · 54e (pen.) Guerra · 61e (pen.) Galindo · 66e Robles · 89e de León | Arbitrage : Ismael Cornejo        | Arbitrage : Ismael Cornejo |
| 10 septembre 2019 21:00 | Rapport    |         |                                                                                         | Arbitrage : Ismael Cornejo        | Arbitrage : Ismael Cornejo |

| 3e journée            | Anguilla | 0 - 5   | Guatemala                                                                 | Raymond E. Guishard Technical Centre, The Valley |                        |
| 12 octobre 2019 20:00 |          | (0 - 2) | 4e Guerra · 18e Santeliz · 61e (pen.) Ceballos · 72e Pérez · 90+2e Pineda | Arbitrage : Reon Radix                           | Arbitrage : Reon Radix |
| 12 octobre 2019 20:00 | Rapport  |         |                                                                           | Arbitrage : Reon Radix                           | Arbitrage : Reon Radix |

| 4e journée            | Anguilla                    | 2 - 3   | Porto Rico                         | Raymond E. Guishard Technical Centre, The Valley |                              |
| 15 octobre 2019 20:00 | Lake-Bryan 76e · Morgan 89e | (0 - 2) | 39e Ferrer · 44e Padron · 54e Díaz | Arbitrage : Ricangel de Leça                     | Arbitrage : Ricangel de Leça |
| 15 octobre 2019 20:00 | Rapport                     |         |                                    | Arbitrage : Ricangel de Leça                     | Arbitrage : Ricangel de Leça |

| 5e journée             | Guatemala                                                            | 5 - 0   | Porto Rico | Estadio Doroteo Guamuch Flores, Guatemala |                            |
| 16 novembre 2019 20:00 | Gallardo 3e · Galindo 19e (pen.) 45e · Álvarez 56e · L. Martínez 82e | (3 - 0) |            | Arbitrage : Nelson Salgado                | Arbitrage : Nelson Salgado |
| 16 novembre 2019 20:00 | Rapport                                                              |         |            | Arbitrage : Nelson Salgado                | Arbitrage : Nelson Salgado |

| 6e journée             | Porto Rico                       | 3 - 0   | Anguilla | Estadio Juan Ramón Loubriel, Bayamón |                           |
| 19 novembre 2019 17:00 | Rivera 56e 67e (pen.) · Vega 82e | (0 - 0) |          | Arbitrage : Ariel Sánchez            | Arbitrage : Ariel Sánchez |
| 19 novembre 2019 17:00 | Rapport                          |         |          | Arbitrage : Ariel Sánchez            | Arbitrage : Ariel Sánchez |

### Groupe D
| Rang | Équipe                  | Pts | J | G | N | P | Bp | Bc | Diff |  | Résultats (▼ dom., ► ext.) |     |      |     |
| ---- | ----------------------- | --- | - | - | - | - | -- | -- | ---- |  | -------------------------- | --- | ---- | --- |
| 1    | Guadeloupe              | 12  | 4 | 4 | 0 | 0 | 20 | 2  | +18  |  | Guadeloupe                 |     | 10-0 | 5-1 |
| 2    | Îles Turques-et-Caïques | 6   | 4 | 2 | 0 | 2 | 8  | 17 | -9   |  | Îles Turques-et-Caïques    | 0-3 |      | 3-2 |
| 3    | Sint Maarten            | 0   | 4 | 0 | 0 | 4 | 6  | 15 | -9   |  | Sint Maarten               | 1-2 | 2-5  |     |

| 1re journée            | Guadeloupe                                               | 5 - 1   | Sint Maarten | Stade René-Serge-Nabajoth, Les Abymes |                                 |
| 7 septembre 2019 17:00 | Ramothe 5e · David 26e 61e · Baron 48e · Hauterville 89e | (2 - 0) | 83e Lake     | Arbitrage : Pierre-Luc Lauzière       | Arbitrage : Pierre-Luc Lauzière |
| 7 septembre 2019 17:00 | Rapport                                                  |         |              | Arbitrage : Pierre-Luc Lauzière       | Arbitrage : Pierre-Luc Lauzière |

| 2e journée              | Îles Turques-et-Caïques | 0 - 3   | Guadeloupe                                 | TCIFA National Academy, Providenciales |                         |
| 10 septembre 2019 15:00 |                         | (0 - 1) | 13e (pen.) 51e (pen.) Mirval · 84e Labylle | Arbitrage : José Torres                | Arbitrage : José Torres |
| 10 septembre 2019 15:00 | Rapport                 |         |                                            | Arbitrage : José Torres                | Arbitrage : José Torres |

| 3e journée            | Sint Maarten       | 2 - 5   | Îles Turques-et-Caïques                               | Ergilio Hato Stadion, Willemstad |                            |
| 10 octobre 2019 19:00 | Lake 9e 36e (pen.) | (2 - 2) | 18e 45+1e 87e (pen.) Forbes · 59e Beljour · 61e Magny | Arbitrage : Ismael Cornejo       | Arbitrage : Ismael Cornejo |
| 10 octobre 2019 19:00 | Rapport            |         |                                                       | Arbitrage : Ismael Cornejo       | Arbitrage : Ismael Cornejo |

| 4e journée            | Sint Maarten    | 1 - 2   | Guadeloupe            | Ergilio Hato Stadion, Willemstad |                         |
| 14 octobre 2019 18:00 | Lake 75e (pen.) | (0 - 2) | 10e (pen.) 35e Mirval | Arbitrage : José Kellys          | Arbitrage : José Kellys |
| 14 octobre 2019 18:00 | Rapport         |         |                       | Arbitrage : José Kellys          | Arbitrage : José Kellys |

| 5e journée             | Îles Turques-et-Caïques               | 3 - 2   | Sint Maarten             | TCIFA National Academy, Providenciales |                              |
| 14 novembre 2019 15:00 | Elcius 37e · Singh 75e · Forbes 90+3e | (1 - 2) | 12e Lake · 45+1e Boelijn | Arbitrage : William Anderson           | Arbitrage : William Anderson |
| 14 novembre 2019 15:00 | Rapport                               |         |                          | Arbitrage : William Anderson           | Arbitrage : William Anderson |

| 6e journée             | Guadeloupe                                                                                         | 10 - 0  | Îles Turques-et-Caïques | Stade René-Serge-Nabajoth, Les Abymes |                          |
| 17 novembre 2019 18:00 | Mirval 3e 6e 53e · Valérius 7e · Ramothe 30e 75e · Durbant 39e 63e · Tille 80e · Anatol 90e (pen.) | (5 - 0) |                         | Arbitrage : Nima Saghafi              | Arbitrage : Nima Saghafi |
| 17 novembre 2019 18:00 | Rapport                                                                                            |         |                         | Arbitrage : Nima Saghafi              | Arbitrage : Nima Saghafi |

## Classement général et buteurs

### Classement général
Légende des classements
- Promu en Ligue B et qualifié pour les Éliminatoires de la Gold Cup 2021

| Classement final de la phase de groupe Mise à jour : 19 novembre 2019, après la phase de groupe. \| Ligue C \| Ligue C \| Ligue C \| Ligue C \| Ligue C \| Ligue C \| Ligue C \| Ligue C \| Ligue C \| Ligue C \| Ligue C \| \| Rang \| Nation \| Parcours \| Gr. \| MJ \| G \| N \| P \| Pts \| Bp \| Bc \| \| ------- \| --------------------------- \| ------------------------------- \| ------- \| ------- \| ------- \| ------- \| ------- \| ------- \| ------- \| ------- \| \| 1re \| Guatemala \| Meilleur premier de groupe \| C \| 4 \| 4 \| 0 \| 0 \| 12 \| 25 \| 0 \| \| 2e \| Guadeloupe \| 2e meilleur premier de groupe \| D \| 4 \| 4 \| 0 \| 0 \| 12 \| 20 \| 2 \| \| 3e \| Bahamas \| 3e meilleur premier de groupe \| B \| 4 \| 3 \| 1 \| 0 \| 10 \| 10 \| 2 \| \| 4e \| Barbade \| 4e meilleur premier de groupe \| A \| 4 \| 2 \| 0 \| 2 \| 6 \| 9 \| 4 \| \| \| \| \| \| \| \| \| \| \| \| \| \| 5e \| Bonaire \| Meilleur deuxième de groupe \| B \| 4 \| 2 \| 1 \| 1 \| 7 \| 10 \| 8 \| \| 6e \| Îles Caïmans \| 2e meilleur deuxième de groupe \| A \| 4 \| 2 \| 0 \| 2 \| 6 \| 4 \| 8 \| \| 7e \| Porto Rico \| 3e meilleur deuxième de groupe \| D \| 4 \| 2 \| 0 \| 2 \| 6 \| 6 \| 12 \| \| 8e \| Îles Turques-et-Caïques \| 4e meilleur deuxième de groupe \| C \| 4 \| 2 \| 0 \| 2 \| 6 \| 8 \| 17 \| \| \| \| \| \| \| \| \| \| \| \| \| \| 9e \| Saint-Martin \| Meilleur troisième de groupe \| A \| 4 \| 1 \| 0 \| 3 \| 3 \| 4 \| 5 \| \| 10e \| Sint Maarten \| 2e meilleur troisième de groupe \| D \| 4 \| 0 \| 0 \| 4 \| 0 \| 6 \| 15 \| \| 11e \| Îles Vierges britanniques \| 3e meilleur troisième de groupe \| C \| 4 \| 0 \| 0 \| 4 \| 0 \| 5 \| 15 \| \| 12e \| Anguilla \| 4e meilleur troisième de groupe \| B \| 4 \| 0 \| 0 \| 4 \| 0 \| 2 \| 21 \| \| \| \| \| \| \| \| \| \| \| \| \| \| 13e \| Îles Vierges des États-Unis \| Quatrième du groupe A \| A \| 6 \| 1 \| 0 \| 5 \| 3 \| 3 \| 11 \| |                             |                                 |     |    |   |   |   |     |    |    |
| Ligue C |                             |                                 |     |    |   |   |   |     |    |    |
| Rang | Nation                      | Parcours                        | Gr. | MJ | G | N | P | Pts | Bp | Bc |
| 1re | Guatemala                   | Meilleur premier de groupe      | C   | 4  | 4 | 0 | 0 | 12  | 25 | 0  |
| 2e | Guadeloupe                  | 2e meilleur premier de groupe   | D   | 4  | 4 | 0 | 0 | 12  | 20 | 2  |
| 3e | Bahamas                     | 3e meilleur premier de groupe   | B   | 4  | 3 | 1 | 0 | 10  | 10 | 2  |
| 4e | Barbade                     | 4e meilleur premier de groupe   | A   | 4  | 2 | 0 | 2 | 6   | 9  | 4  |
| |                             |                                 |     |    |   |   |   |     |    |    |
| 5e | Bonaire                     | Meilleur deuxième de groupe     | B   | 4  | 2 | 1 | 1 | 7   | 10 | 8  |
| 6e | Îles Caïmans                | 2e meilleur deuxième de groupe  | A   | 4  | 2 | 0 | 2 | 6   | 4  | 8  |
| 7e | Porto Rico                  | 3e meilleur deuxième de groupe  | D   | 4  | 2 | 0 | 2 | 6   | 6  | 12 |
| 8e | Îles Turques-et-Caïques     | 4e meilleur deuxième de groupe  | C   | 4  | 2 | 0 | 2 | 6   | 8  | 17 |
| |                             |                                 |     |    |   |   |   |     |    |    |
| 9e | Saint-Martin                | Meilleur troisième de groupe    | A   | 4  | 1 | 0 | 3 | 3   | 4  | 5  |
| 10e | Sint Maarten                | 2e meilleur troisième de groupe | D   | 4  | 0 | 0 | 4 | 0   | 6  | 15 |
| 11e | Îles Vierges britanniques   | 3e meilleur troisième de groupe | C   | 4  | 0 | 0 | 4 | 0   | 5  | 15 |
| 12e | Anguilla                    | 4e meilleur troisième de groupe | B   | 4  | 0 | 0 | 4 | 0   | 2  | 21 |
| |                             |                                 |     |    |   |   |   |     |    |    |
| 13e | Îles Vierges des États-Unis | Quatrième du groupe A           | A   | 6  | 1 | 0 | 5 | 3   | 3  | 11 |

### Buteurs
Mise à jour : après les rencontres du 19 novembre
7 buts
- Raphaël Mirval

6 buts
- Danilo Guerra

5 buts
- Gerwin Lake

4 buts
- Marvin Ceballos
- Alejandro Galindo
- Yannick Bellechasse
- Billy Forbes

3 buts
- Lesly St. Fleur
- Nick Blackman
- Tyler Forbes
- Michael Martin
- Dimitri Ramothe

2 buts
- Quinton Carey
- Happy Hall
- Rashad Jules
- Hallam Hope
- Armando Lashley
- Omani Leacock
- Edshel Martha
- Yurick Seinpaal
- Jonah Ebanks
- Florian David
- Geoffray Durbant
- Sidney Rivera
- Yannick Chevalier

1 but
- Kyle Lake-Bryan
- Calvin Morgan
- Terry Delancy
- Cameron Hepple
- Marcel Joseph
- Thierry Gale
- Akeem Hill
- Zico Phillips
- Ayrton Cicilia
- Rilove Janga
- Jurven Koffy
- Jursten Trinidad
- Ilfred Piar
- Bailey Rowe
- Jerry Wiltshire
- Jorel Bellafonte
- Ackeem Hyde
- Elbert Anatol
- Anthony Baron
- Ryan Hauterville
- Likendy Labylle
- Vikash Tille
- Vidian Valérius
- Yeltsin Álvarez
- Carlos Gallardo
- Luis de León
- Jean Márquez
- José Martínez
- Luis Martínez
- Wilber Pérez
- Wilson Pineda
- Steven Robles
- Edward Santeliz
- Jorge Vargas
- Gerald Díaz
- José Ferrer
- Giovanni Padron
- Devin Vega
- Wilfried Dalmat
- Remsley Boelijn
- Jeff Beljour
- José Elcius
- Herby Magny
- Lenford Singh
- Aaron Dennis
- Raejae Joseph
- Ramesses McGuiness

Contre son camp  (csc)
- Charles Medway (face à Bonaire)